# 福寿寺 (志摩市)
福寿寺（福壽寺、ふくじゅじ）は、三重県志摩市磯部町五知の下五知集落にある曹洞宗の仏教寺院。磯部町五知は平家の落人伝説の残る地域であり、その証拠として「平家の赤旗」ないしは「五知の赤旗」と呼ばれる旗を福寿寺が所有している。
山号は慈眼山。曹洞宗永平寺派に属し、鳥羽市にある常安寺の末寺である。本尊は聖観世音菩薩であり、室町時代の作である。境内の面積は168坪（≒555.37 m2）、1960年代の信徒数は260人である。

## 歴史
中世までの五知村には集落の方々に庵や堂があったが、宝暦2年（1752年）にこれらを統合して建立したのが慈眼山福寿寺である。統合の年が宝暦2年であるということを明記した文書はないが、福寿寺に残る最古の過去帳が宝暦2年であること、本堂の屋根の棟木に宝暦2年建之と刻まれていることから推定される。慈眼山、福寿寺とも名前の由来は不明であり、五知村の中にあった庵や堂の1つから名前を継承したのか建立時に新たに命名したのかも分かっていない。また本尊の聖観世音菩薩像は室町時代のものであるが、福寿寺創建までどこで安置されていたのか明らかでない。開基は天英順公である。
近世を通じて寺格は平僧地であり、歴代住職は首座などの地位にあった。明治時代に廃仏毀釈の危機を乗り越え、本寺である常安寺の25世大和尚の天産謙龍が改めて開山し、常安寺から大和尚・松山梅樹が福寿寺の住職として着任したことで寺格が法地に昇格した。これは1875年（明治8年）5月のことで、これを中興とする。法地昇格記念と思われる、総本山の永平寺貫主・久我環渓の筆による「慈眼山」の字が本堂前に掲げられた。同年、学制発布に伴い、五知学校が福寿寺に置かれた。
中興2世住職は和具村（現・志摩市志摩町和具）の龍珠院と兼任であったが、3世以降は専従の大和尚が住職を務めた。2003年（平成15年）に本堂の改築を行い、当時は住職がいたが、2019年（平成31年/令和元年）現在は無住寺となっており、地域住民が管理している。2019年（令和元年）6月27日にテレビ東京系列で放送された『太川蛭子の旅バラ』内の企画「ローカル鉄道寄り道旅」にて太川陽介、蛭子能収、真野恵里菜の3人が福寿寺を訪れ、平家の赤旗を鑑賞した。

## 文化財

### 如来形坐像懸仏
如来形坐像懸仏（にょらいぎょうざぞうかけぼとけ）は木造の懸仏で建武3年（1336年）の銘があり、三重県指定有形文化財（工芸品）に指定されている。指定日は1996年（平成8年）3月7日。円盤形の鏡面に半肉彫の如来形坐像を釘で留めたもので、全体に彩色が施され、像は黄土色で塗られ、墨で目や眉などを描いている。
如来像の中で拱手（きょうしゅ）しているものは珍しく、金銅製が多い懸仏の中で福寿寺のものは木造であり、これも珍しい。これらの珍しさに加え、制作年代がはっきりしていることから文化財指定を受けた。ただし銘の建武3年は制作年代ではなく、寄進年代など別の年代である可能性もあり、鏡面と坐像が元来別であった可能性もある。なおこの懸仏は熊野権現社で阿弥陀如来として崇拝されていたものであり、福寿寺のものではなかったとされる。

### 五知の赤旗

揚羽蝶紋

五知には平家の落人伝説がある。伝説によれば、寿永の乱を落ち延びた平氏は伊勢国度会郡の菖蒲池（現・伊勢市矢持町）にたどり着き、さらに山を越えて五知へやって来て余生を過ごし、今もなお子孫が続いているという。この伝説を裏付けるものとして「平家の赤旗」または「五知の赤旗」と呼ばれる旗が2流残されている。制作年代は南北朝時代から戦国時代にかけての動乱期であり、平家の子孫が勢力を誇示するために制作したと伝えられる。旗は朱色で塗られ、素材は絹帛（けんぱく）である。この旗は普段一般公開していないが、志摩市歴史民俗資料館で開かれた文化財展で2018年（平成30年）3月に公開された。
平家の赤旗のうちの1流は、天照皇大神・春日大明神・八幡大菩薩と神仏の名が書かれている。天照皇大神が中央に一段高く書かれ、その右側に八幡大菩薩、左側に春日大明神と書かれ、長さは99.9 cm、幅は36.4 cmであり、下半分は失われている。平家一族が信仰する厳島明神や熊野三山の神仏ではなく、敵である源氏の信仰する八幡大菩薩、藤原氏の氏神である春日大明神の名を旗に掲げているのは一見すると謎であるが、『磯部郷土史』では八幡大菩薩を「武運長久を願ったもの」、春日大明神を「日本中で広く知られた神であるため」と解釈している。
もう1流は長さ 2.5m、幅36.4 cmで、平家の家紋であるアゲハチョウが2匹描かれている。アゲハチョウは旗の上下に配置され、上のチョウは左向き、下のチョウは右向きに描かれている。
この2流の旗は「五知の赤旗」の名称で2004年（平成16年）8月23日に志摩市（指定時点では磯部町）の有形民俗文化財に指定された。

### 未指定文化財
寺具として陣鐘を保存している。考古遺品として五知の住民が発掘し寺に納めた弥生時代の石斧1点と叩石2点、石斧とみられる石片1点を所蔵する。
また2003年（平成15年）まで5体の狛犬を境内の観音堂で安置していた。うち1体は迫間村（現・志摩市磯部町迫間）の森河金六郎が文政12年（1829年）仲秋吉日に制作したもので阿吽（あうん）の「阿形」、残る4体は制作者・年代不明で阿吽の「吽形」をしている。1965年（昭和40年）頃に観音堂に収めて以降永らく非公開であったが、2003年の本堂改築の際に磯部町立郷土資料館（現・志摩市歴史民俗資料館）へ寄託され、同館で公開された。

## 交通
近鉄志摩線五知駅から北へ約500 mのところにあり、徒歩で約10分かかる。自動車利用の場合、伊勢自動車道伊勢西ICから約50分である。